# CBERS–3
CBERS–3 (China Brazil Earth Resources Satellite) (kínai jelölés: ZY–1 03/Zi Yuan) kínai/brazil második generációs Föld erőforrás kutató műhold.

## Küldetés
2000 novemberében megerősített együttműködés alapján folytatják a kialakított kutatási programot, erőforrás-kutatás végzése, az eredmények értékelése, népgazdasági célok teljesítéséhez történő felhasználást.

## Jellemzői
Együttműködés keretében fejlesztette és gyártotta a Brazil Nemzeti Űrkutatási Intézet (INPE – Instituto Nacional de Pesquisas Espaciais) és a Tudományos Akadémia Speciális Technológiai Intézete (CAST). Az adatokat feldolgozta a kínai CRESDA (Kínai Erőforrások Központja – műholdas adatok és alkalmazások).
2013. december 9-én a Tajjüan Űrközpont (TSLC) LC–9 (LC–Launch Complex) jelű indítóállványról egy CZ–4B (Chang Zheng–4B) hordozórakétával állították alacsony Föld körüli pályára (LEO = Low-Earth Orbit). Hordozórakéta technikai hibája miatt a program nem sikerült. Tervek szerint a CBERS–4 indítását 2015-re előre hozták.

## Technikai adatok
Tervezett orbitális pályája 100 perces, 98,5 fokos hajlásszögű, körpálya perigeuma 1252 kilométer, az apogeuma 1252 kilométer volt.
A képeket a pekingi BISME központba továbbította volna, ahol elemezve a látottakat, tudományos megállapításokkal segítették a mezőgazdaság, a geológia, a hidrológia és a környezetvédelem munkálatait. Mintegy 1000 igénybe vevő szerződést kötöttek a felek. Minden 26. napon ugyanarról a területről készített volna felvételeket. Három tengelyesen forgás stabilizált űreszköz lett volna. Szolgálati idejét 3 évre tervezték. Formája egy paralelepipedon 1,8 × 2,0 × 2,2 méter, amelyhez egy forgatható napelem csatlakozik (2.3 kWatt), kinyúló távolsága 6,3, szélessége 2,5 méter. Éjszakai (földárnyék) energia ellátását újratölthető nikkel-kadmium akkumulátorok biztosították (2x30 Ah). Tömege 1980 kilogramm. Üzemanyaga és gázfúvókái segítették volna a stabilitást, illetve a pályaelemek tartását.
Beépített adatgyűjtő eszközök
1. Multispektrális és pankromatikus kamera (PAN),
2. Rendszeres multispektrális kamera (MUX),
3. Multispektrális hőkamera (IRS),
4. Wide Field Camera (WFI)
5. Két adó Image Data (MWT a MUX és WFI, és SZJA a PAN és IRS)
6. Digital Data Recorder (DDR),
7. Adatgyűjtési Rendszer (DCS),
8. Tér Környezetvédelmi Monitor (SEM).